# Paisaje fractal

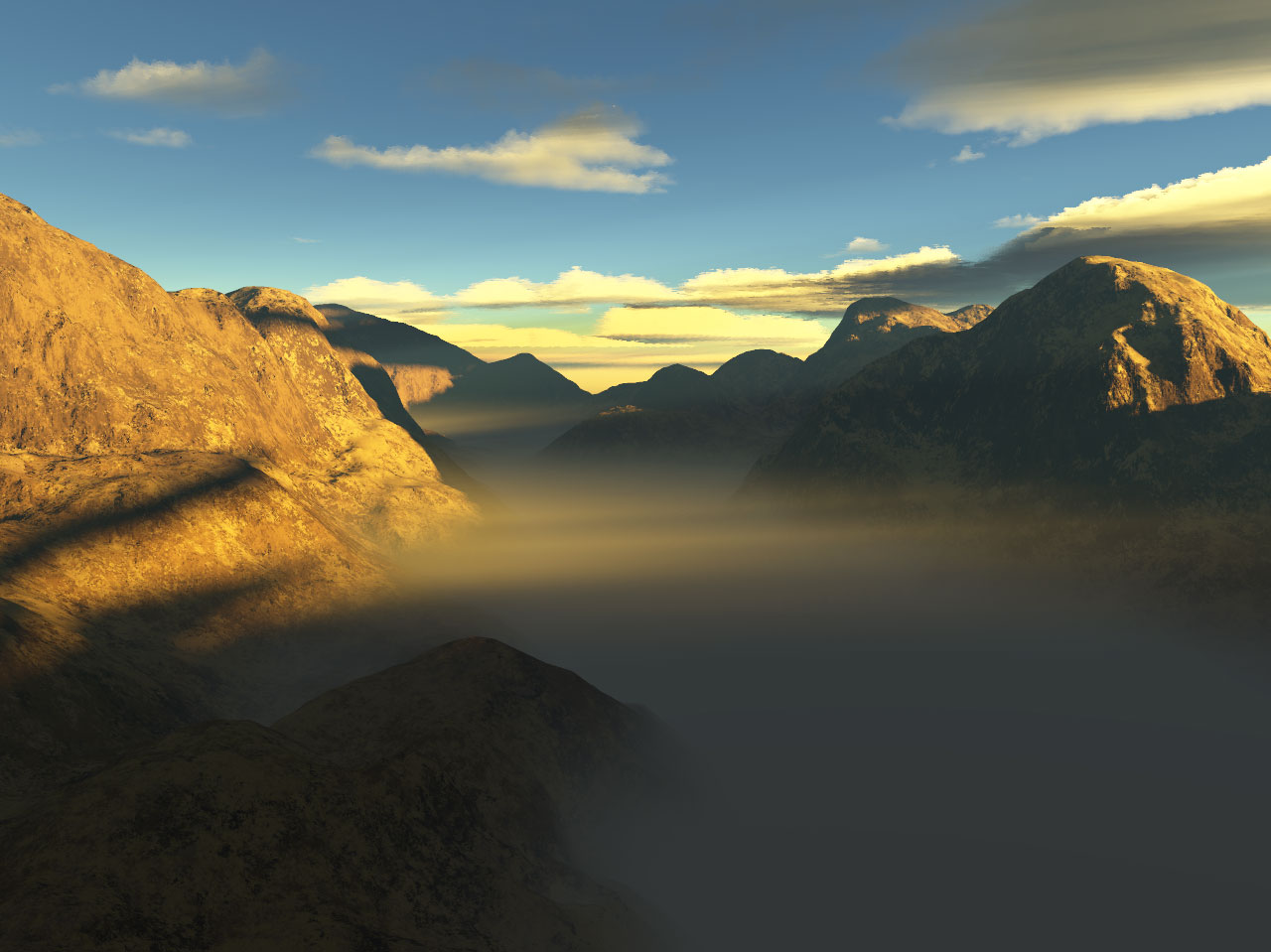
Paisaje fractal generado con el programa Terragen.

Un paisaje fractal es una representación de un paisaje, real o imaginado, producido mediante fractales.
Originalmente se conoció como paisaje fractal a una forma bidimensional de la forma de una línea de costa fractal, la que puede ser considerada una generalización estocástica de la curva de Koch. Su dimensión fractal es una fracción entre 1 y 2.
Para construir este tipo de paisajes, básicamente se subdivide un cuadrado en cuatro cuadrados iguales y luego se desplaza aleatoriamente su punto central compartido. El proceso se repite recursivamente en cada cuadrado hasta que se alcanza el nivel de detalle deseado. 
Dado que hay muchos procedimientos fractales (como el "ruido de Perlin") que pueden ser utilizados para crear datos de terreno, la expresión paisaje fractal se utiliza actualmente en forma genérica.
Aunque los paisajes fractales parezcan naturales a primera vista, la exposición repetida puede defraudar a quienes esperen ver el efecto de la erosión en las montañas. La crítica principal es que los procesos fractales simples no reproducen (y quizás no puedan hacerlo) las funciones geológicas y climáticas reales.
Algunos de los programas más populares para la generación de paisajes fractales son:
- MojoWorld, de Kenton "Doc Mojo" Musgrave, cuyo trabajo se ha centrado en la presentación de cuerpos planetarios con un nivel de detalle adaptativo, desde alturas orbitales hasta la superficie. Este proceso se puede realizar en forma interactiva con un ordenador personal suficientemente potente.
- Terragen y Terragen 2 de Matt Fairclough